# 约翰·马歇尔 (帆船运动员)
约翰·诺克斯·马歇尔（英語：John Marshall，1942年4月9日—），生于智利圣地亚哥，美国男子帆船运动员。他曾代表美国参加1972年夏季奥林匹克运动会帆船比赛，获得一枚铜牌。